# Norbert Witkowski
Norbert Witkowski (ur. 5 sierpnia 1981 w Olsztynie) – polski piłkarz występujący na pozycji bramkarza.
Do tej pory w polskiej najwyższej klasie rozgrywkowej rozegrał 111 spotkań.

## Kariera klubowa

### Początki
Witkowski w początkach swojej kariery reprezentował barwy Stomilu Olsztyn, Polonii Lidzbark Warmiński, Stasiaka Opoczno oraz Drwęcy Nowe Miasto Lubawskie.

### Arka Gdynia
23 czerwca 2005 roku podpisał trzyletni kontrakt z Arką Gdynia.
W barwach gdyńskiej Arki zadebiutował w polskiej Ekstraklasie 15 października 2005 roku w zremisowanym 1:1 meczu z Amicą Wronki.
W lipcu 2009 roku przedłużył umowę z Arką o kolejne dwa lata.
Swój setny mecz w polskiej najwyższej klasie rozgrywkowej rozegrał 19 listopada 2010 roku w przegranym wyjazdowym spotkaniu z Legią Warszawa.
W styczniu 2011 roku rozwiązał za porozumieniem stron kontrakt z gdyńskim klubem.

### AÓ Iraklís
21 stycznia 2011 roku podpisał półtoraroczny kontrakt z AÓ Iraklís z opcją przedłużenia o kolejny rok.
17 kwietnia tego samego roku rozegrał jedyne spotkanie w barwach greckiego klubu. Był to mecz ostatniej kolejki greckiej Ekstraklasy sezonu 2010/2011.
W maju decyzją Greckiego Związku Piłki Nożnej umowa Witkowskiego z powodu problemów finansowych klubu z Salonik została rozwiązana.

### Górnik Zabrze
23 stycznia 2012 podpisał półroczny kontrakt z Górnikiem Zabrze z opcją przedłużenia o kolejne półtora roku
, z której to klauzuli skorzystano 2 lipca tego samego roku.
9 stycznia 2014 roku podpisał nowy kontrakt z zabrzańskim klubem obowiązujący do 30 czerwca tego samego roku z opcją przedłużenia o kolejne dwanaście miesięcy.
W połowie 2014 roku opuścił zabrzańskiego Górnika.

## Statystyki kariery klubowej
Stan na 20 marca 2015.
| Klub                         | Sezon                  | Liga | Liga | Liga | Puchar krajowy | Puchar krajowy | Puchar krajowy | Puchar ligi | Puchar ligi | Puchar ligi | Inne | Inne | Inne | Łącznie | Łącznie | Łącznie |
| ---------------------------- | ---------------------- | ---- | ---- | ---- | -------------- | -------------- | -------------- | ----------- | ----------- | ----------- | ---- | ---- | ---- | ------- | ------- | ------- |
| Klub                         | Sezon                  | M    | GW   | CK   | M              | GW             | CK             | M           | GW          | CK          | M    | GW   | CK   | M       | GW      | CK      |
| Stomil Olsztyn               | 2002/2003              | 16   | 20   | 1    | 0              | 0              | 0              | –           | –           | –           | –    | –    | –    | 16      | 20      | 1       |
| Stasiak Opoczno              | 2003/2004              | 10   | 12   | 2    | 0              | 0              | 0              | –           | –           | –           | –    | –    | –    | 10      | 12      | 2       |
| Drwęca Nowe Miasto Lubawskie | 2004/2005              | ?    | ?    | ?    | 7              | 11             | 1              | –           | –           | –           | –    | –    | –    | ?       | ?       | ?       |
| Arka Gdynia                  | 2005/2006              | 18   | 16   | 6    | 0              | 0              | 0              | –           | –           | –           | 2    | 1    | 1    | 20      | 17      | 7       |
| Arka Gdynia                  | 2006/2007              | 29   | 38   | 9    | 3              | 3              | 1              | 1           | 3           | 0           | –    | –    | –    | 33      | 44      | 10      |
| Arka Gdynia                  | 2007/2008              | 9    | 6    | 4    | 4              | 3              | 2              | –           | –           | –           | –    | –    | –    | 13      | 9       | 6       |
| Arka Gdynia                  | 2008/2009              | 28   | 36   | 8    | 0              | 0              | 0              | 3           | 0           | 3           | –    | –    | –    | 31      | 36      | 11      |
| Arka Gdynia                  | 2009/2010              | 11   | 16   | 2    | 2              | 3              | 0              | –           | –           | –           | –    | –    | –    | 13      | 19      | 2       |
| Arka Gdynia                  | 2010/2011 (j)          | 15   | 14   | 6    | 0              | 0              | 0              | –           | –           | –           | –    | –    | –    | 15      | 14      | 6       |
| AÓ Iraklís                   | 2010/2011 (w)          | 1    | 0    | ?    | –              | –              | –              | –           | –           | –           | –    | –    | –    | 1       | 0       | ?       |
| Górnik Zabrze                | 2011/2012 (w)          | 2    | 0    | 2    | –              | –              | –              | –           | –           | –           | –    | –    | –    | 2       | 0       | 2       |
| Górnik Zabrze                | 2012/2013              | 1    | 2    | 0    | 0              | 0              | 0              | –           | –           | –           | –    | –    | –    | 1       | 2       | 0       |
| Górnik Zabrze                | 2013/2014              | 7    | 9    | 2    | 0              | 0              | 0              | –           | –           | –           | –    | –    | –    | 7       | 9       | 2       |
| Łącznie w Ekstraklasie       | Łącznie w Ekstraklasie | 111  | 131  | 35   | –              | –              | –              | –           | –           | –           | –    | –    | –    | 111     | 131     | 35      |